# 高橋大斗
高橋 大斗（たかはし だいと、1980年12月16日 - ）は、秋田県北秋田市出身のノルディック複合、ジャンプ選手。現役時代は土屋ホームに所属していた。

## 経歴
秋田県内でも豪雪地帯でクロスカントリースキーの盛んな旧阿仁町生まれ。競技を始めた当初はアルペンスキーをしていたが、中学3年生のときにノルディック複合に転向した。秋田県立鷹巣農林高等学校3年生のときに初めてノルディック複合・ワールドカップ(FIS World Cup Nordic Combined)に出場した。1999年、北海道東海大学（現在は東海大学に統合）に入学。在学中の2001-02年シーズンにはそれまでの日本のノルディック複合第一人者であった荻原健司の成績を上回るまでに成長。2002年1月18日に行われたワールドカップリベレツ大会で3位に入り、初めて表彰台に登った。
2002年2月、2002年ソルトレークシティオリンピックでオリンピックに初出場。個人戦、個人スプリント戦、団体戦（高橋大斗・荻原健司・富井彦・森敏）に出場し、21日に行われた個人スプリントで6位入賞。オリンピック終了後、このシーズン限りで荻原が引退した後は名実ともに日本ノルディック複合陣のエースと呼ばれるようになった。ノルディック複合・ワールドカップ個人総合成績ではこれまでに3度、8位以内に入っている。（最高は5位。）
2003年、北海道東海大学を卒業後に土屋ホームに入社し、同社スキー部に所属。2004年3月5日、ワールドカップラハティ大会で初優勝。これは日本人選手としては1996年の荻原健司以来8シーズンぶりの優勝であった。更に翌日に行われた2003-04年シーズン最終戦で2勝目を挙げた。
2006年2月の2006年トリノオリンピックでは個人、団体（高橋大斗・畠山陽輔・小林範仁・北村隆）、個人スプリントに出場したが、腰痛に苦しめられ、個人では後半距離を棄権し、個人スプリントでは15位となった。
2007年世界選手権札幌大会でジャンプをした際、左足の止め具（ビンディング）が外れ、大きくバランスを崩し、左肩と足の2箇所を骨折。全治3ヶ月の重傷を負ったが、懸命のリハビリで翌シーズンには復帰している。
2010年2月、2010年バンクーバーオリンピックで自身3度目のオリンピック出場。団体戦（加藤大平・渡部暁斗・小林範仁）では前半ジャンプで136,5mの大飛躍、後半距離でも順位を上げる健闘を見せた。結果は6位入賞。
2013年より、スキージャンプ競技に転向したことを明らかにした。
2015年3月の伊藤杯シーズンファイナル大倉山ナイタージャンプ大会出場をもって現役を引退した。

## 人物・プレースタイル
ジャンプを得意としている選手であり、グンダーセン方式の試合では、前半のジャンプで上位につける実力がある。後半の距離の方でいかにその順位を保てるかが課題である。
ジャンプの実力は2005年3月25日に行われた伊藤杯シーズンファイナル大倉山ナイタージャンプ大会で純ジャンプの選手を差し置いて優勝しているほどである。アダム・マリシュのジャンプを参考にしていたという。
同郷の小林範仁とは幼いころから仲が良く、良きライバルである。プレースタイルはジャンプが得意な高橋に対し、小林はクロスカントリーを得意にしていて対照的。

## 主な競技成績

### オリンピック
- 2002年ソルトレークシティオリンピック( アメリカ合衆国)
  - 個人12位、個人スプリント6位、団体8位
- 2006年トリノオリンピック( イタリア)
  - 個人途中棄権、個人スプリント15位、団体6位
- 2010年バンクーバーオリンピック( カナダ)
  - 個人（グンダーセン・ノーマルヒル）27位、団体6位

### ノルディックスキー世界選手権
- 2001年ラハティ( フィンランド)
  - 個人12位、団体5位、個人スプリント24位
- 2003年ヴァル・ディ・フィエンメ( イタリア)
  - 個人スプリント29位、団体6位、個人10位
- 2005年オーベルストドルフ( ドイツ)
  - 個人スプリント10位
- 2007年札幌( 日本)
  - 個人スプリント棄権
- 2009年リベレツ( チェコ)
  - 個人（マススタート）14位、個人（グンダーセン、ノーマルヒル）21位、個人（グンダーセン、ラージヒル）25位
- 2011年オスロ（ ノルウェー）　
  - 個人ノーマルヒル45位、団体ノーマルヒル6位、個人ラージヒル34位

### ノルディック複合・ワールドカップ
- 通算2勝（準優勝2回、3位3回）
- 初出場 1999年12月9日 フィンランド・ブオカッティ大会

#### シーズン総合成績
- 1998-1999シーズン／個人総合39位
- 1999-2000シーズン／個人総合25位
- 2000-2001シーズン／個人総合29位
- 2001-2002シーズン／個人総合5位
- 2002-2003シーズン／個人総合26位
- 2003-2004シーズン／個人総合5位
- 2004-2005シーズン／個人総合8位
- 2005-2006シーズン／個人総合14位
- 2006-2007シーズン／個人総合27位
- 2007-2008シーズン／個人総合21位
- 2008-2009シーズン／個人総合26位

#### 表彰台
| ワールドカップ表彰台 | ワールドカップ表彰台 | ワールドカップ表彰台 | ワールドカップ表彰台 | ワールドカップ表彰台 |
| シーズン             | 開催日               | 開催地               | 種目                 | 成績                 |
| -------------------- | -------------------- | -------------------- | -------------------- | -------------------- |
| 2001–02              | 2002年1月18日        | リベレツ             |                      | 3位                  |
| 2003–04              | 2004年2月15日        | オーベルストドルフ   |                      | 2位                  |
| 2003–04              | 2004年3月5日         | ラハティ             |                      | 優勝(1)              |
| 2003–04              | 2004年3月6日         | ラハティ             |                      | 優勝(2)              |
| 2004–05              | 2005年1月6日         | ショナッハ           |                      | 3位                  |
| 2004–05              | 2005年1月30日        | 札幌                 |                      | 2位                  |
| 2008–09              | 2008年11月30日       | クーサモ             |                      | 3位                  |

### 国内大会
複合
- 全日本スキー選手権大会ノルディックスキー・コンバインド　優勝（2001年、2004年、2005年）

ジャンプ
- 伊藤杯シーズンファイナル大倉山ナイタージャンプ大会　優勝（2005年）
- 伊藤杯 宮の森ナイタージャンプ大会　優勝（2006年、2009年）